# 이윤안
이윤안은 대한민국의 수영 선수였다. 경상남도 남해군 상주국민학교 4학년 때 수영을 시작, 남해중학교 1학년 때까지는 자유형 선수로 뛰었으나 이후 접영으로 주종목을 바꿔 1990년 베이징 아시안 게임 남자 접영 200m에서 동메달을 땄다.